# Julius Hübner

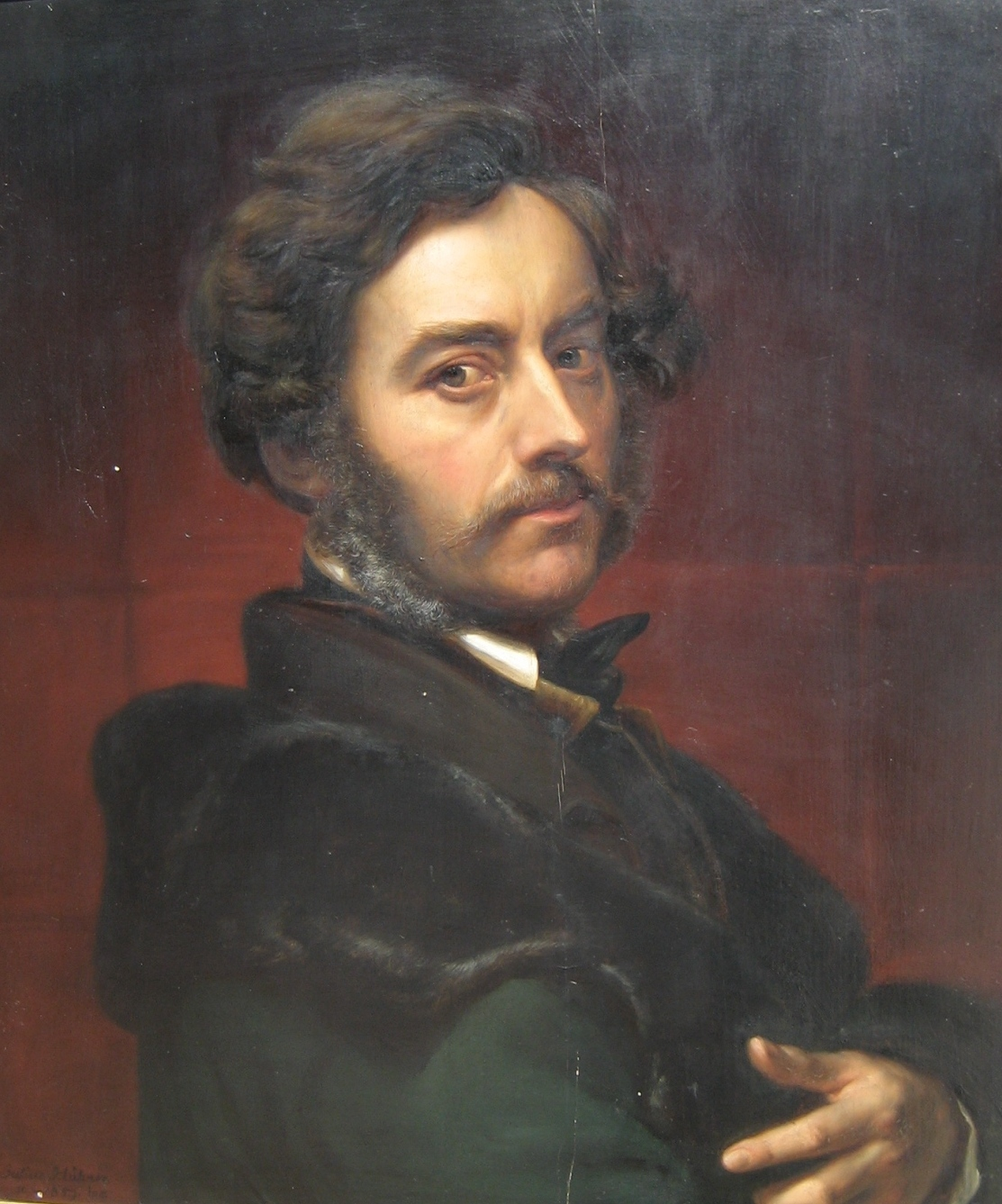
Julius Hübner, självporträtt 1859.

Rudolf Julius Benno Hübner, född den 27 januari 1806, död den 7 november 1882, var en tysk målare, far till Emil Hübner.
Hübner var elev till Friedrich Wilhelm von Schadow och blev 1839 professor i Dresden. Han var en av Düsseldorfskolans bärande krafter, i synnerhet beundrad för sina romantiska, starkt litterära historieskildringar. I motsats till dessa karaktäriseras hans porträtt av en frisk realism.